# Kõlunõmme
Kõlunõmme − wieś w Estonii, w prowincji Hiuma, w gminie Pühalepa.

## Natura
Przez wieś przepływa rzeka Kõlu.